# Pop Airplay
流行電台榜（英語：Pop Airplay），又称主流四十強單曲榜（英語：Mainstream Top 40）、流行歌曲榜（Pop Songs）与四十強/當代流行電台榜（Top 40/CHR）。是《告示牌》根据美国四十强电台播放次数前40名的数据而发行的一份音乐榜单，于1992年10月3日首次发布。